# Chemin de fer du Beaujolais
Pour les articles homonymes, voir CFB.
Le Chemin de fer du Beaujolais (CFB) est un ancien réseau de chemin de fer secondaire (1898-1934) à voie métrique, constitué de deux lignes, dont le tracé se situe intégralement dans le département du Rhône en France. Aujourd'hui, il subsiste de nombreux vestiges, notamment des gares et des ouvrages d'art.

## Historique

### Deux lignes à voie métrique

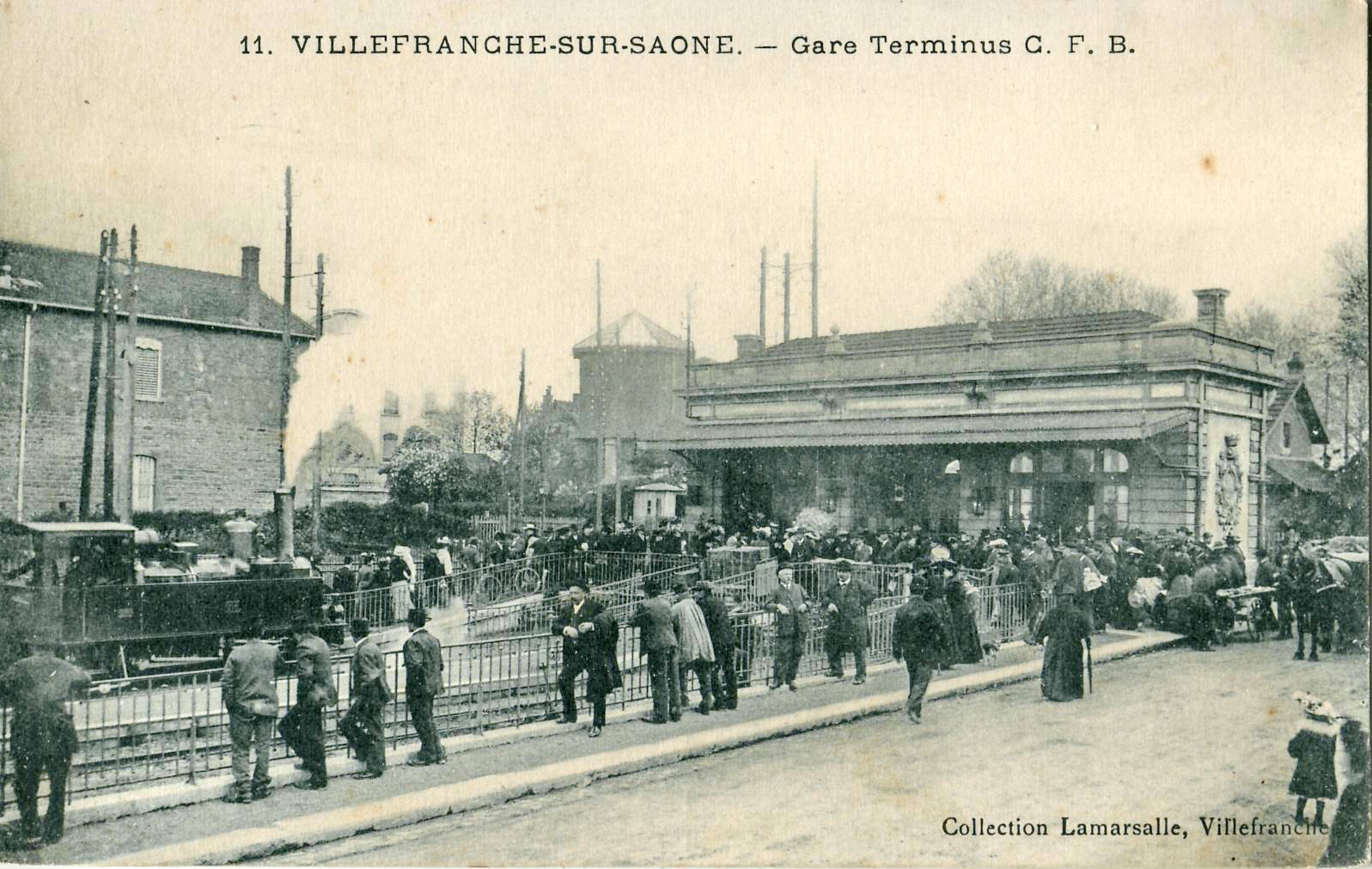
Une belle affluence pour l'arrivée de ce train en gare de Villefranche

Le Chemin de fer du Beaujolais est un réseau comprenant deux lignes, à voie métrique, ayant pour gare de départ Villefranche PLM.
La Compagnie centrale des chemins de fer et tramways obtient en 1896 la concession du réseau.
La Compagnie des chemins de fer du Beaujolais se substitue à la Compagnie centrale des chemins de fer et tramways en 1898.
- La ligne de Villefranche-sur-Saône à Monsols, longue de 48 kilomètres, dessert des communes du nord du département du Rhône, dans la région du Beaujolais.
- La ligne Villefranche à Tarare, longue de 44 kilomètres, dessert les Monts du Beaujolais et la vallée de la Turdine en traversant la vallée d'Azergue, aux Ponts Tarrets.

Ces deux lignes disparaissent en 1934.

### Chronologie
- 1898 : début de construction des lignes
- 1901 : ouverture des deux lignes
- 1923 : le département du Rhône acquiert le réseau
- 1924 : le département du Rhône confie le réseau à la Régie départementale des chemins de fer du Beaujolais
- 1928 : l'exploitation est reprise par les Chemins de fer du Rhône
- 1934 : l'exploitation des lignes est définitivement arrêtée le 31 mars[4]

## Infrastructure

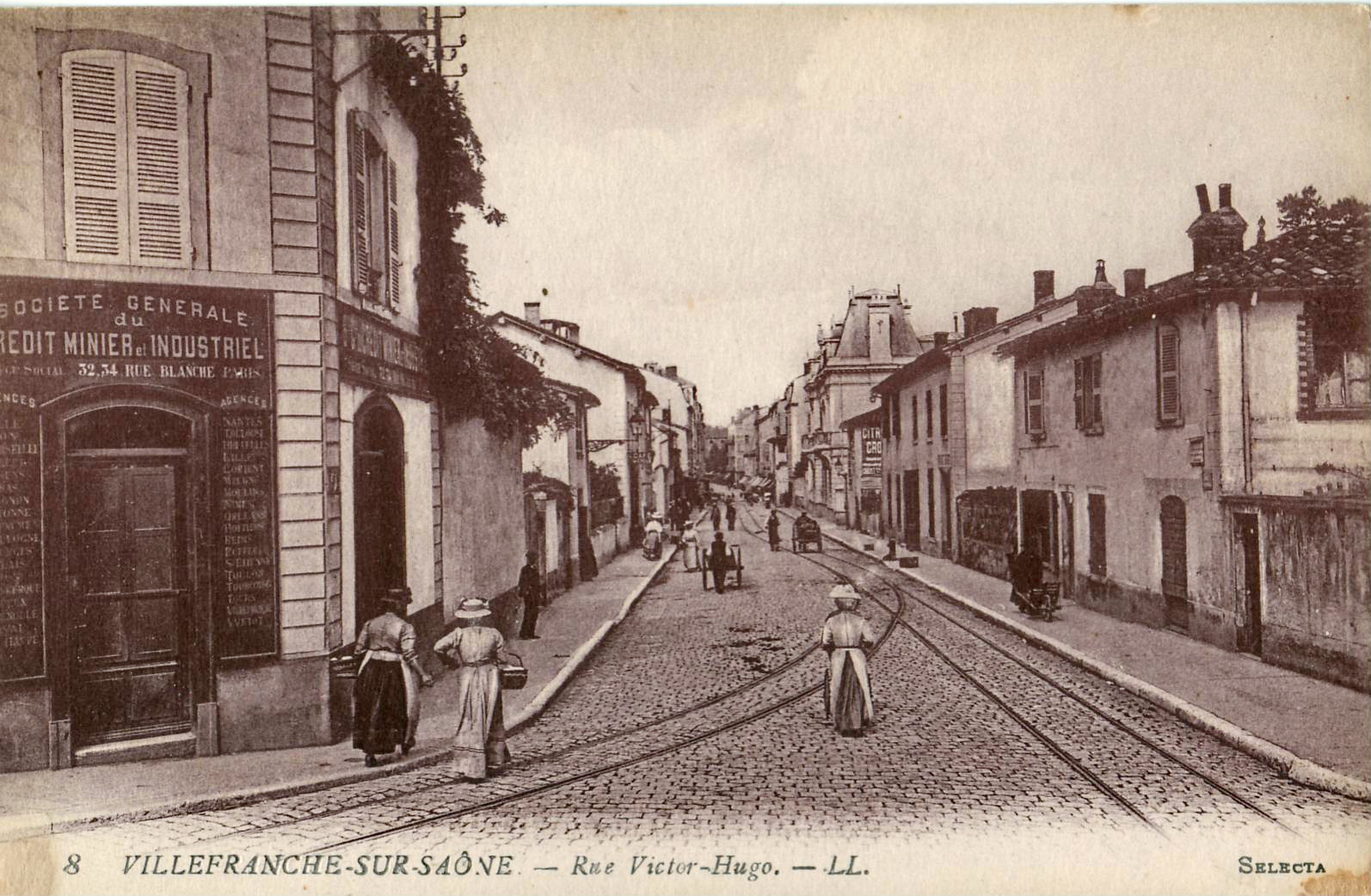
Voies du CFB dans la rue Victor-Hugo à Villefranche

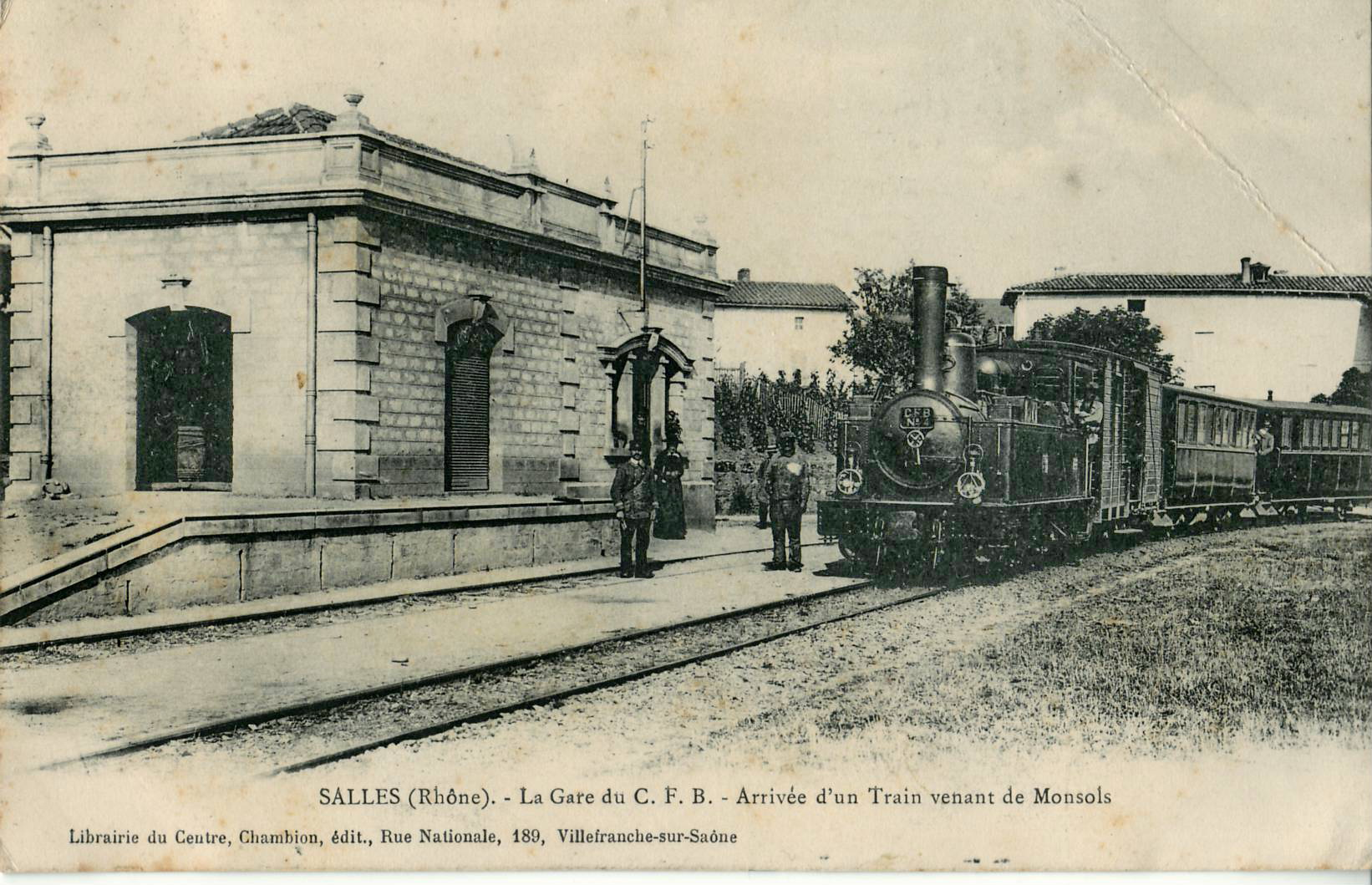
La locomotive n°4 tractant un train pour Villefranche, en gare de Salles

Les lignes possèdent plusieurs caractéristiques remarquables :
- la gare de départ et les ateliers sont d'une taille importante par rapport au réseau ;
- certaines sections sont sur la chaussée, comme à Villefranche, Pontcharra sur Turdine et Tarare ;
- de nombreux ouvrages d'art jalonnent un tracé sinueux

En raison du passage de la voie sur leur territoire, les communes contribuent au financement des travaux.

### Les lignes

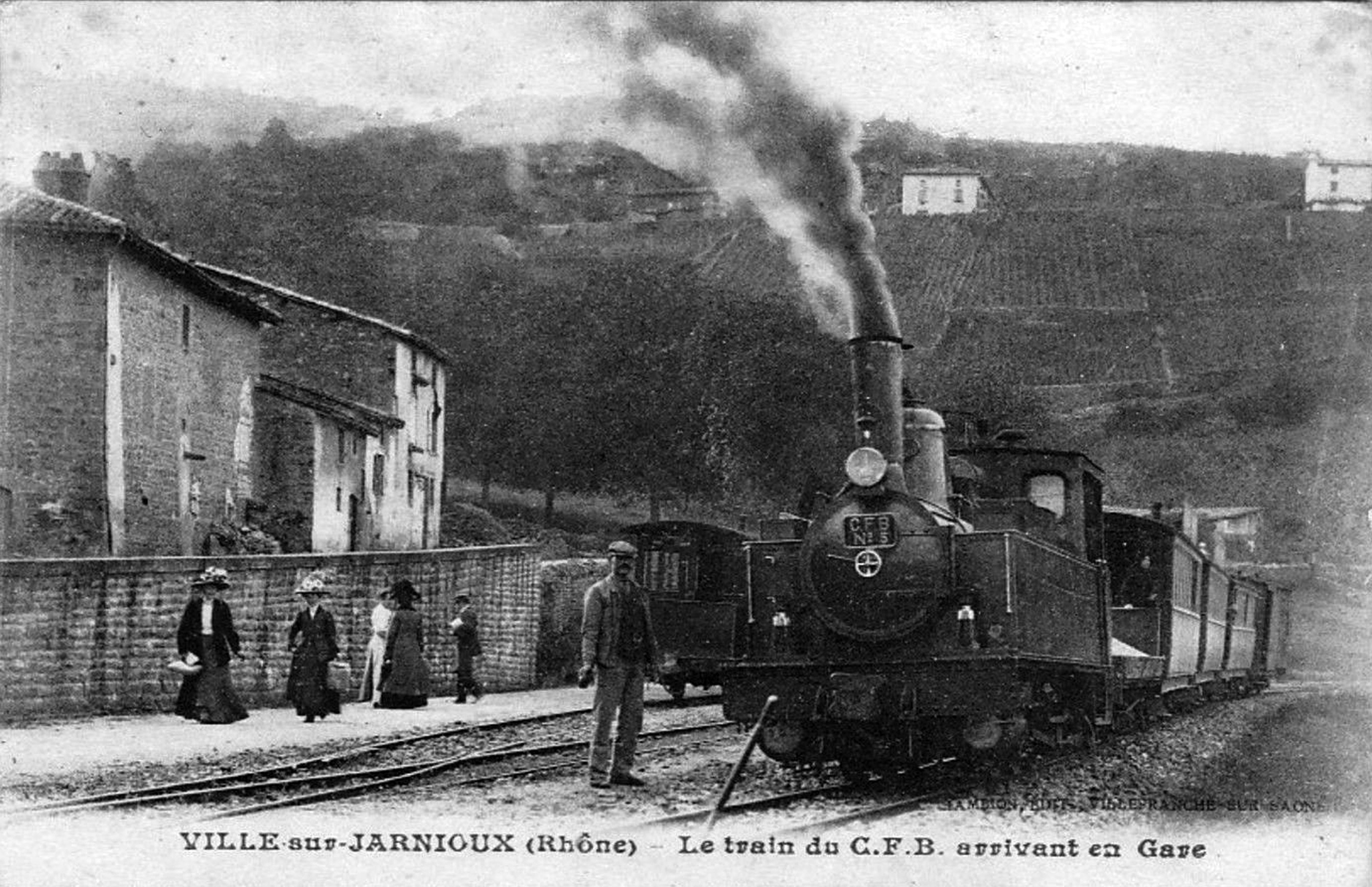
Locomotive N°6 en gare de Ville-sur-Jarnioux

#### Villefranche - Monsols
- Villefranche-sur-Saône : gare de Villefranche-sur-Saône et gare d'Ouilly
- Arnas, au lieu-dit de la Grange-Perret.
- Saint-Julien
- Blacé
- Salles-Arbuissonnas-en-Beaujolais : gare de Salles et halte d'Arbuissonas
- Le Perréon
- Vaux-en-Beaujolais
- Saint-Étienne-des-Oullières
- Saint-Étienne-la-Varenne
- Odenas
- Quincié-en-Beaujolais
- Beaujeu
- Les Ardillats
- Monsols

#### Villefranche - Tarare
- Villefranche-sur-Saône
- Arnas
- Liergues
- Jarnioux
- Ville-sur-Jarnioux
- Le Bois-d'Oingt
- Légny
- Sarcey
- Les Olmes
- Pontcharra-sur-Turdine
- Tarare ville
- Tarare PLM

### Ouvrages d'art

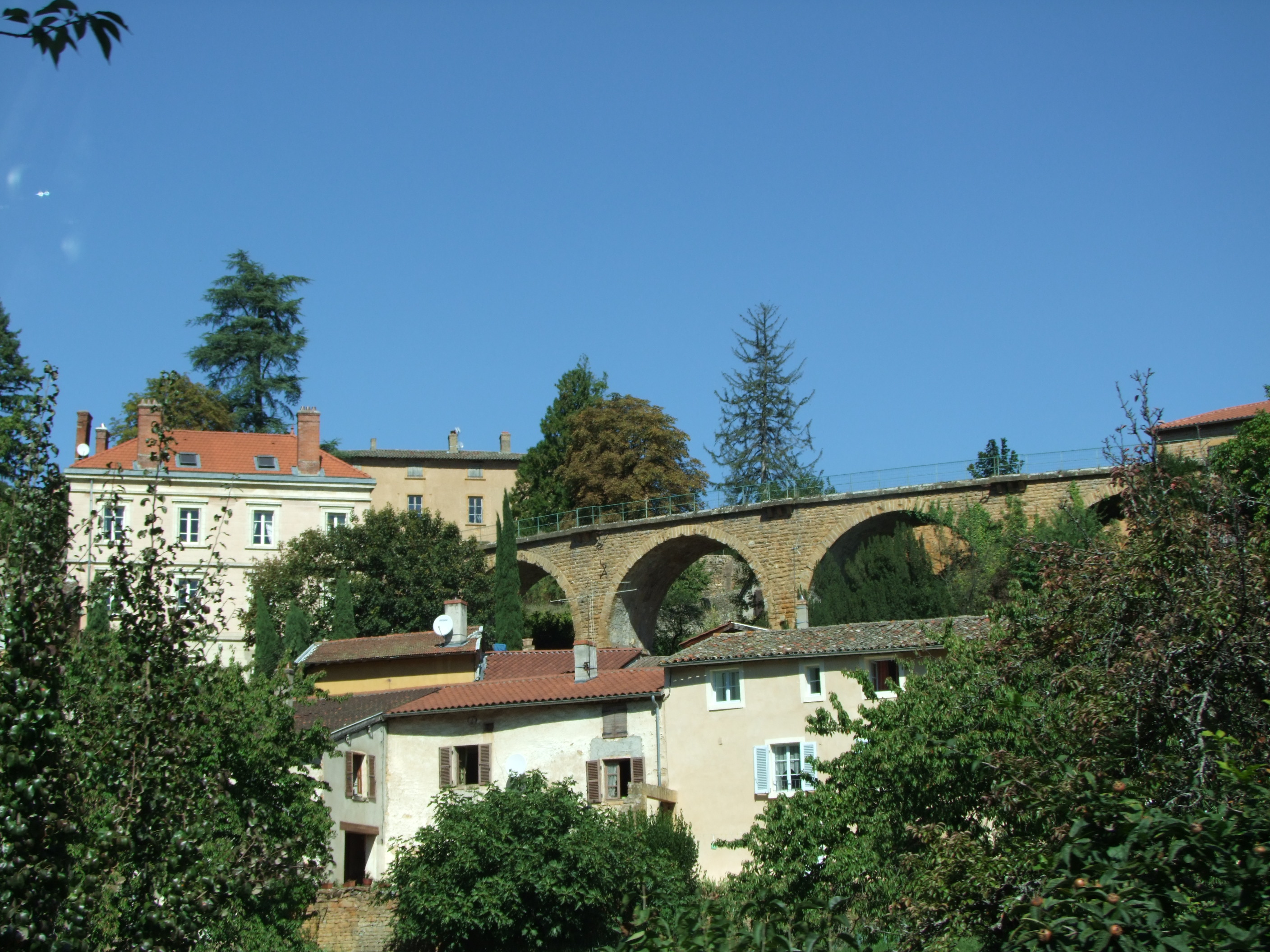
Viaduc de Jarnioux.

Ligne de Monsols
- viaduc de Villefranche
- viaduc de Salles - Arbuissonnas
- viaduc de Beaujeu

Ligne de Tarare
- viaduc de Jarnioux
- viaduc des tuileries à Légny

### Jonctions

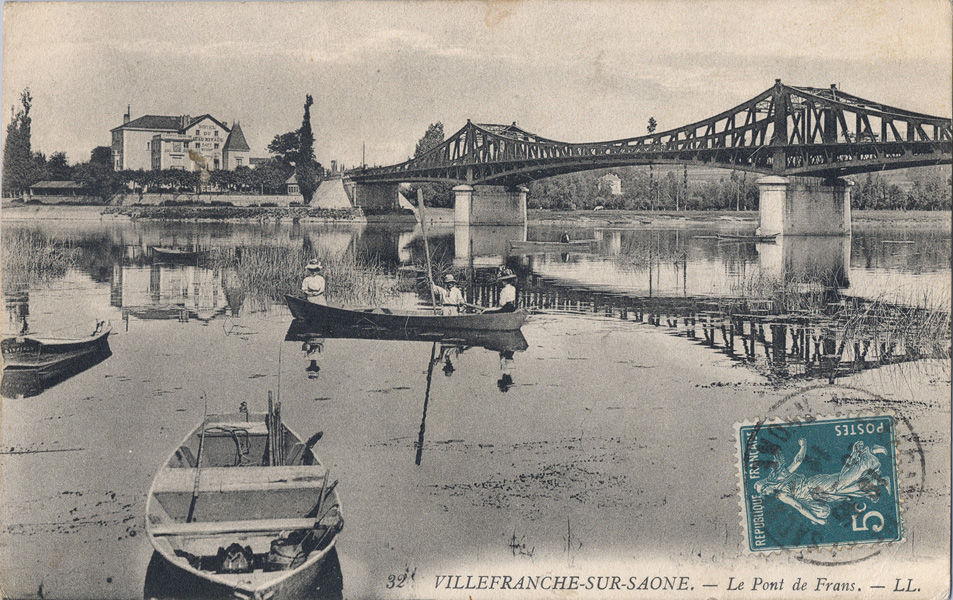
Le Pont de Frans sur la Saône, reliant les réseaux des chemins de fer du Beaujolais et Tramways de l'Ain

Des jonctions existaient avec les compagnies suivantes :
- le PLM en gares de Villefranche, Légny et Tarare
- à Beaujeu (Rhône) sur la ligne de Belleville à Beaujeu
- les Chemins de fer départementaux du Rhône - Saône-et-Loire à Monsols
- les tramways de l'Ain (ligne de Jassans au pont de Frans )[5]

## Exploitation

### Matériel roulant
Le CFB commande neuf locomotives à vapeur tender de type 030 à l'entreprise lyonnaise Pinguély qui les livre en 1899 et 1900 en plusieurs lots.
- CFB n° 1 à 4, livrées en 1899, numéro constructeur 70 à 73
- CFB n° 5, livrée en 1900, numéro constructeur 79
- CFB n° 6 à 8, livrées en 1900, numéro constructeur 74 à 76
- CFB n° 9, livrée en 1900, numéro constructeur 80

## Installations et matériels préservés
L’Association des amis du Petit Anjou (AAPA) a acquis une locomotive Pinguely livrée au CFB. Cette machine a été utilisée sur le réseau du Beaujolais jusqu'en 1934 et ensuite vendue à un industriel pour un réseau d'entreprise. Elle a été réquisitionnée par l'Organisation Todt pour le secteur de la Baie de Somme. Une photo la montre dans les années 1950 chez le ferrailleur de Saint-Valery-sur-Somme. Lorsque l'AAPA l'achète, en copropriété avec quelques membres, la locomotive est une épave rouillée. L'association envisage de la mettre en présentation statique. En 2003 une cabine a été reconstruite et posée, avec l'aide d'un Lycée.
L'ancien viaduc du Chemin de fer du Beaujolais à Villefranche-sur-Saône, parallèle au boulevard Louis Blanc existe toujours.

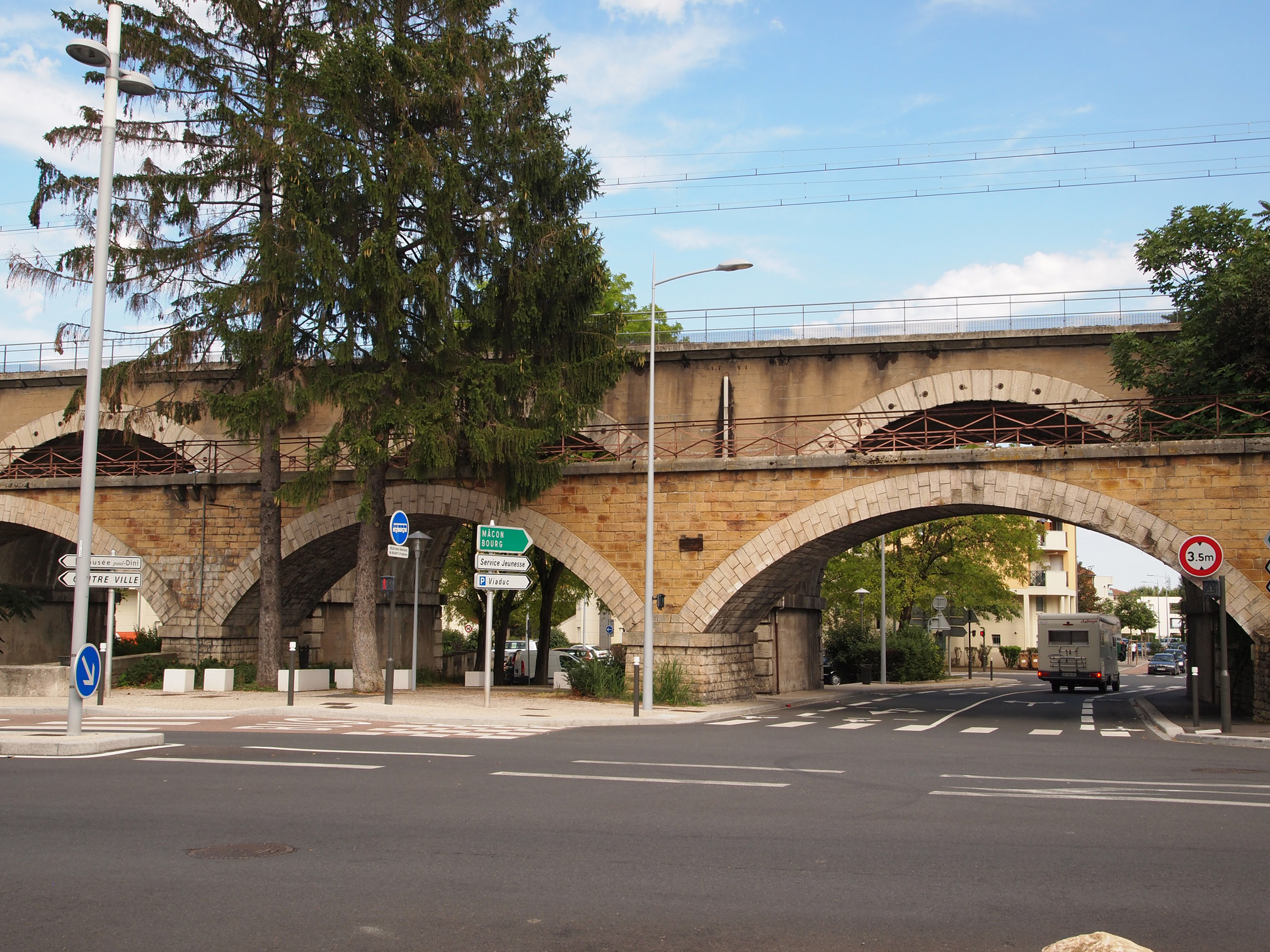
Au premier plan le viaduc du CFB à Villefranche-sur-Saône, parallèle à celui de la ligne SNCF.
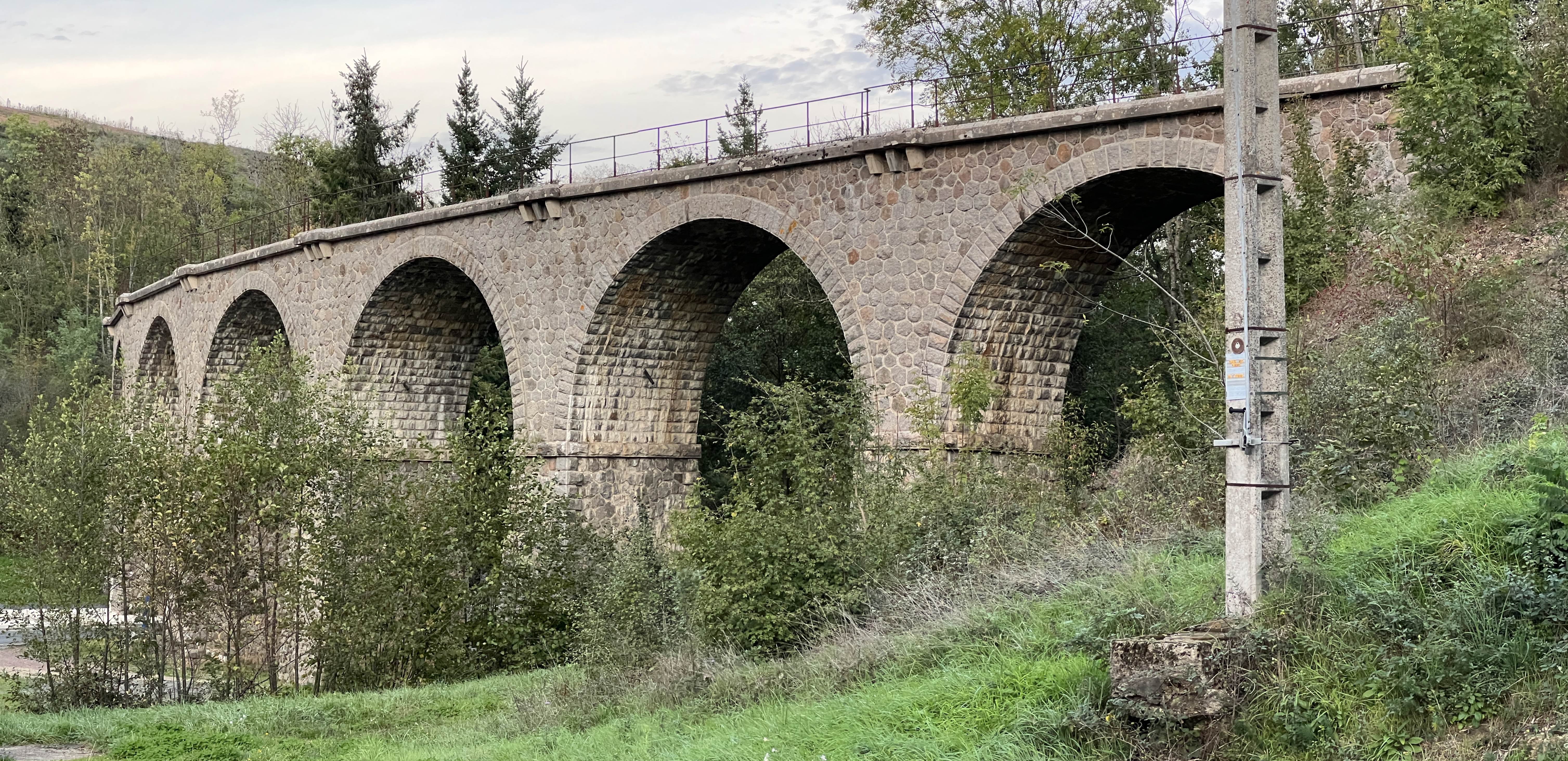
le viaduc de Salles-Arbuissonnas-en-Beaujolais.
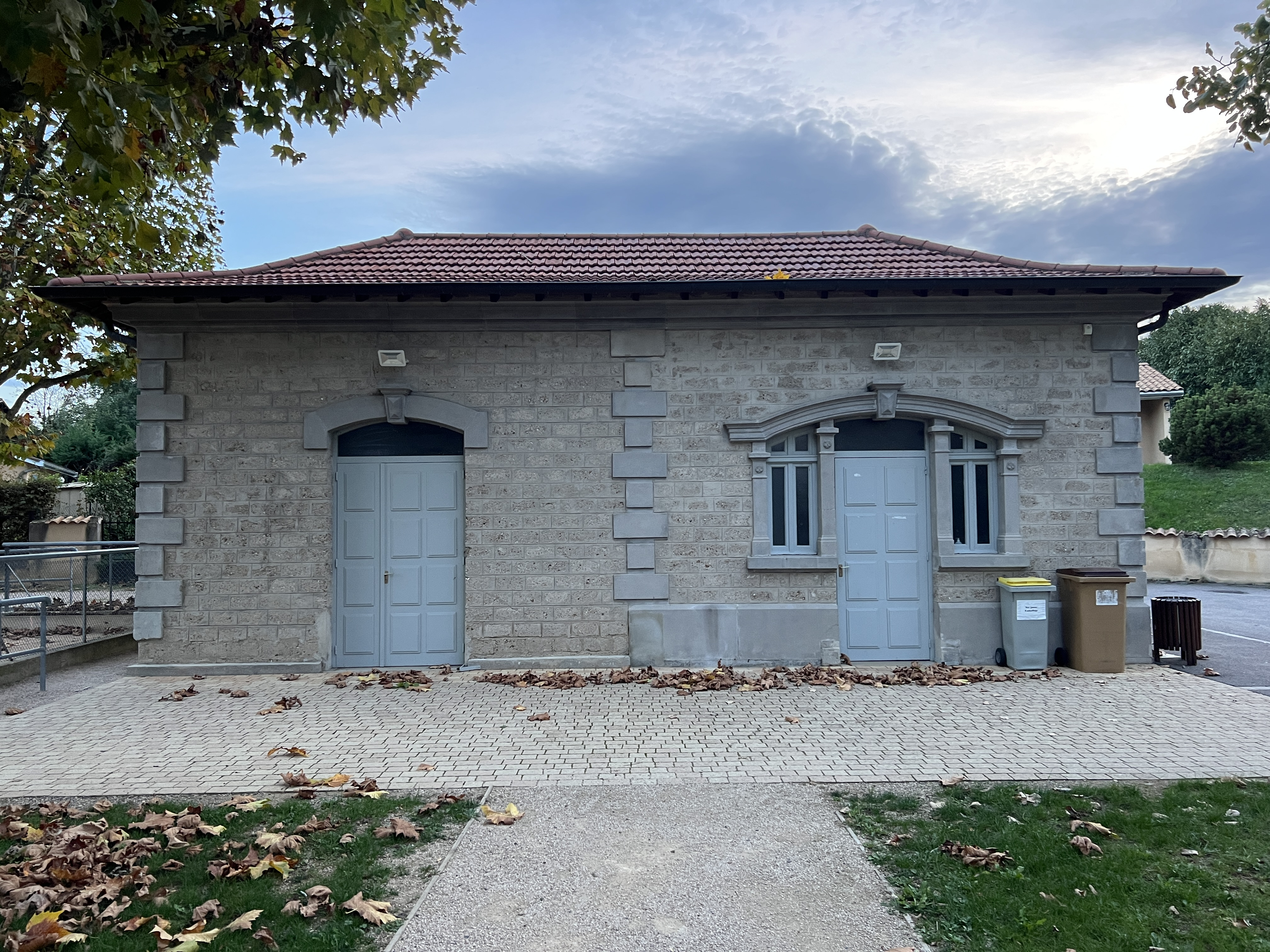
La gare de Salles-Arbuissonnas-en-Beaujolais.
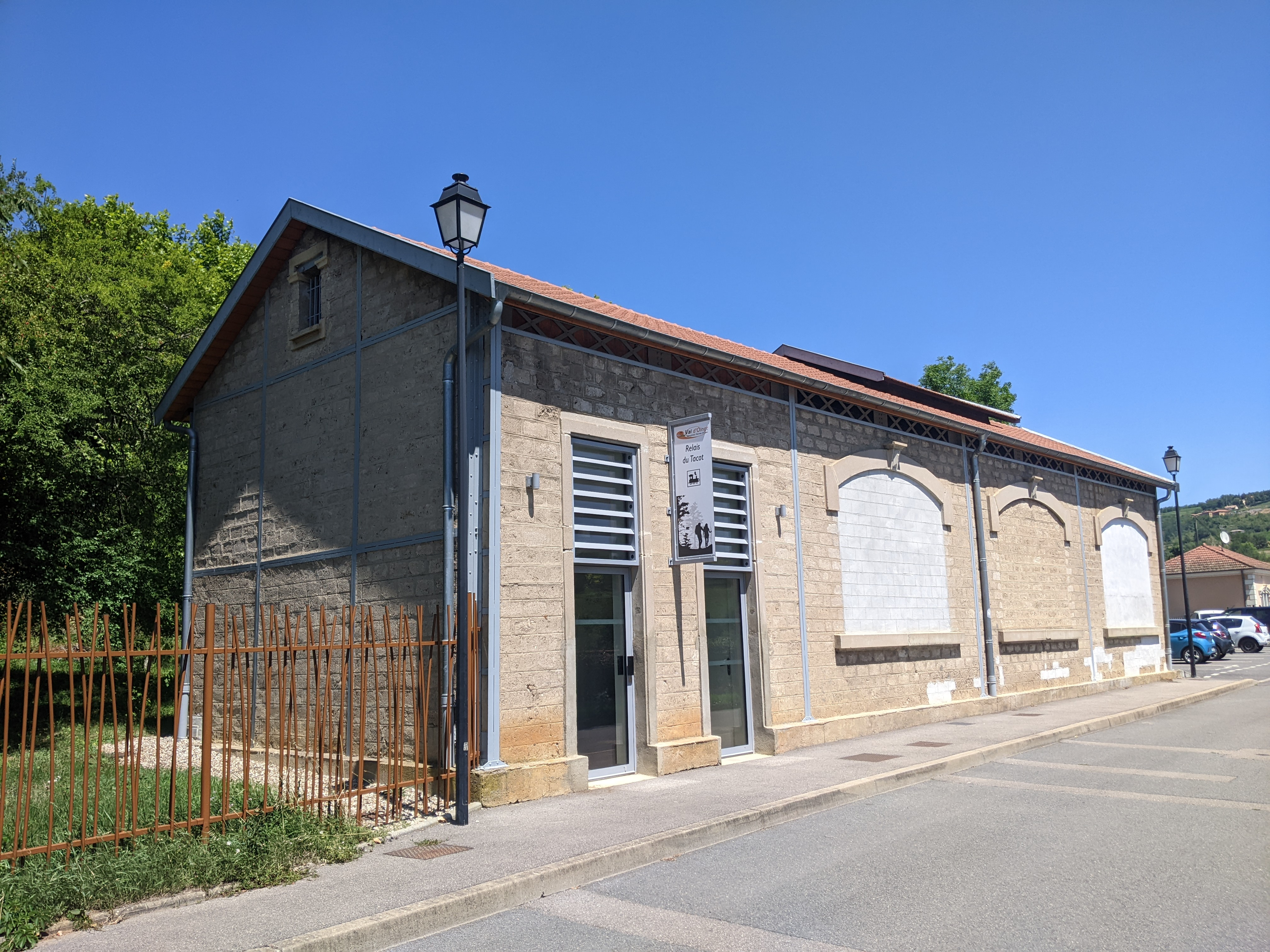
Ancienne remise à locomotive au Bois d'Oingt.
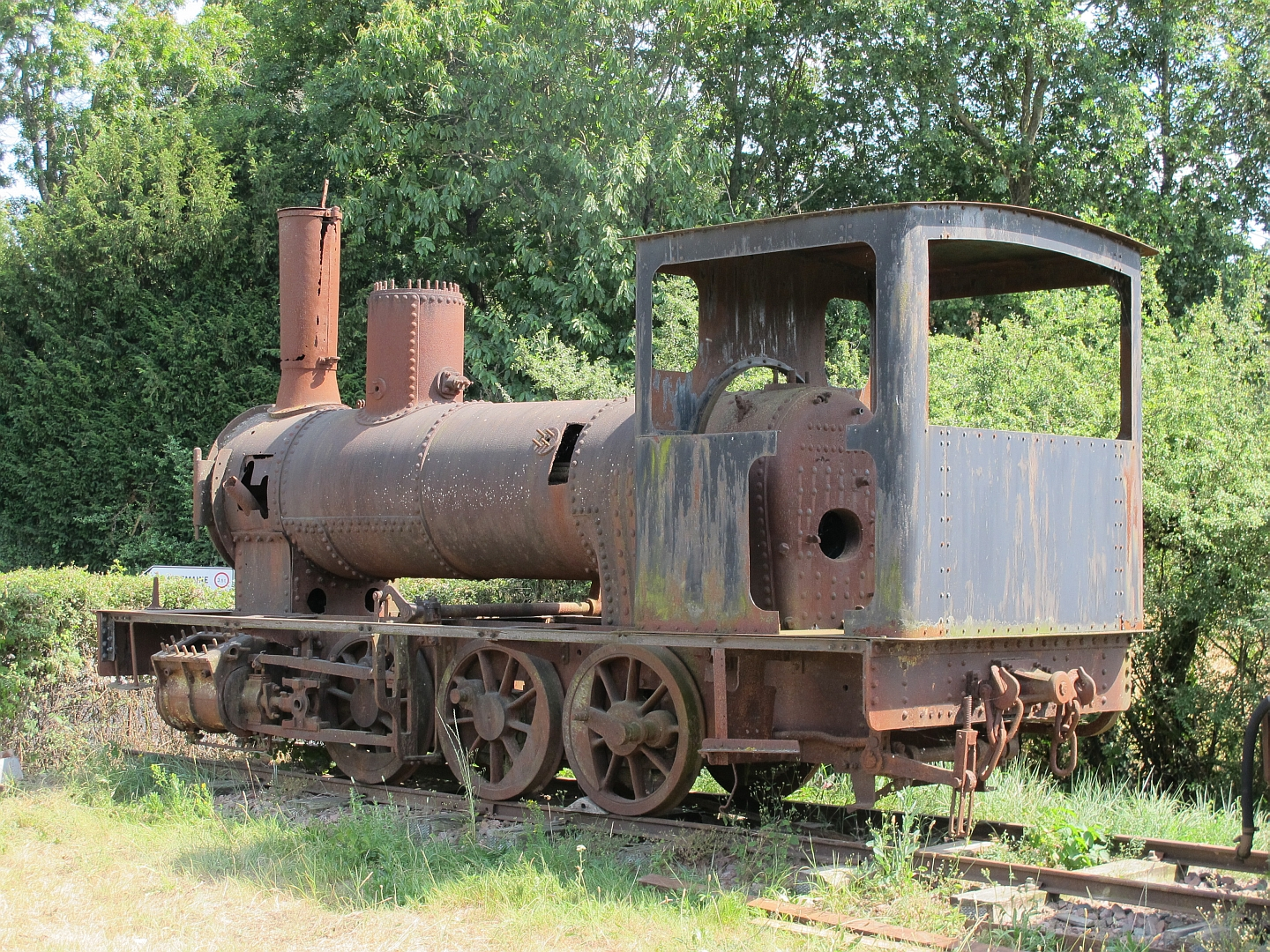
La 030T du CFB préservée par l'Association des amis du Petit Anjou.